# Килмес
Килмес (шп. Quilmes) је партидо у Аргентини у покрајини Буенос Ајрес. Према процени из 2005. у граду је живело 530.405 становника.

## Становништво
Према процени, у граду је 2005. живело 530.405 становника.
| 1980.   | 1991.   | 2001.   |
| ------- | ------- | ------- |
| 446.587 | 511.234 | 518.788 |